# یونچووو
یونچووو (به بلغاری: Yonchovo) یک منطقهٔ مسکونی در بلغارستان است که در شهرستان چرنوچن واقع شده‌است.
 یونچووو ۱۲٫۴۹۷ کیلومتر مربع مساحت و ۱۶۲ نفر جمعیت دارد.